# Unión celular
Las uniones celulares, o uniones intercelulares como también se les denomina, son puntos de contacto entre las membranas plasmáticas de las células o entre célula y matriz extracelular. La mayoría de las células epiteliales y algunas células musculares y nerviosas, están estrechamente asociadas en unidades funcionales.

## Clasificación
Las uniones celulares se han dividido clásicamente en los siguientes tres tipos, que son especializaciones por lo general de la membrana lateral de una determinada célula.

Unión estrecha (o unión ocluyente/oclusiva).

- Las uniones oclusivas: Llamadas también estrechas o apretadas, son áreas entre las membranas de células adyacentes conectadas estrechamente. Estas células sellan las células epiteliales vecinas de tal manera que evitan el tránsito libre de moléculas pequeñas de una capa a otra.[1]

- Las uniones de anclaje o adherentes: Sujetan mecánicamente a las células y sus citoesqueletos con las células vecinas, suelen llamarse zónula adherens. Dos tipos comunes de uniones de anclaje son los desmosomas y las uniones adherentes.[1]

Desmosomas.

Los desmosomas son puntos de unión entre las células que las mantienen juntas, compuestos de regiones de material denso asociado con los lados citosólicos de las dos membranas plasmáticas, además de filamentos proteínicos que cruzan el estrecho espacio intercelular entre ellas. Estos puntos de unión permiten que las células formen láminas fuertes y que las sustancias continúen pasando libremente a través de los espacios entre las membranas plasmáticas. Al estar anclados a los sistemas de filamentos intermedios de la célula, las redes de dichos filamentos se conectan, haciendo que las tensiones mecánicas se distribuyan por todo el tejido. Por otro lado, las uniones adherentes son como pegamentos que mantienen a las células juntas, en donde las cadherinas forman una banda continua de adherencia alrededor de la célula, uniéndola a las células vecinas. Estas uniones conectan a los microfilamentos del citoesqueleto.
- Las uniones comunicantes: Permiten el intercambio de señales químicas y eléctricas entre células adyacentes. En las células de las plantas se denominan plasmosdesmos.

Unión en hendidura o unión gap.

- Las uniones comunicantes o gap: Unen estrechamente los espacios que hay las células con desmosomas como si fueran un puente. Estas uniones se caracterizan por ser comunicantes, ya que además de conectar las membranas plasmáticas, también tienen canales que conectan el citoplasma de células adyacentes. Estas uniones proporcionan una comunicación química y eléctrica rápida entre las células, permitiendo que controlen el paso de materiales a través de estas uniones, abriendo y cerrando los canales.[1]

Además de las mencionadas anteriormente, investigaciones han demostrado la existencia de otras uniones entre las células y la matriz extracelular. Este tipo de uniones, generalmente entre el dominio basal de la célula y la lámina basal adyacente se conocen como hemidesmosomas que están integradas por integrinas. En estudios ulteriores el descubrimiento de novísimas uniones llamadas uniones focales entre células y sustrato ha despertado el interés por esta materia.

## Tipos

Algunos ejemplos de uniones celulares

Las uniones ya mencionadas, se describen de una mejor manera en este apartado:

### Uniones estrechas (Occludens)
Son una especie de red de proteínas transmembranales que forman puntos de adhesión entre célula y célula, cruciales en mantener la diferencia de concentraciones de moléculas hidrófobas pequeñas a lo largo de las capas del epitelio. Esta función la realizan de dos maneras. Primero, sellan las membranas plasmáticas de las células adyacentes para crear una barrera impermeable o semipermeable entre las capas. Segundo, actúan como barrera dentro de la misma bicapa lipídica, pues restringe la difusión libre tanto de lípidos como de proteínas de membrana. Esto aporta cierta polaridad a la célula epitelial, porque la parte apical es diferente a la parte basal en los componentes de la membrana.

### Uniones de adherencia
También llamadas intermedias, se unen con la membrana plasmática adyacente. Contienen una placa formada por una densa capa de glucoproteínas transmembrana (cadherina) y microfilamentos (o filamentos de actina) del citoesqueleto formando zonas extensas denominadas cinturones de adhesión. Este tipo de unión ayuda a las superficies epiteliales a resistir la separación durante actividades contráctiles como cuando los alimentos progresan a lo largo del intestino.

### Desmosomas
Los desmosomas mantienen la unión intercelular y la producción de anticuerpos contra las moléculas de adhesión presentes en los desmosomas, que producen la acantólisis que caracteriza a los pénfigos. La función básica de los desmosomas es unir el citoesqueleto de queratina de una célula a la de la célula adyacente. Para ello es necesario la existencia de proteínas que intermedien en esta unión ya que las queratinas no atraviesan la membrana celular. En los desmosomas existen varias proteínas que pueden ser agrupadas en 3 grupos funcionales: los filamentos de queratina, las plaquinas y las desmogleinas 
Los filamentos de queratina se unen a las plaquinas que están justo debajo de la membrana plasmática y se unen a las proteínas de transmembrana, las desmogleinas. Estas desmogleinas se unen a las desmogleinas/plaquinas/queratinas de la célula adyacente uniendo las dos células. 
Si bien hay diversas formas clínicas de penfigo, inmunológicamente solo hay 3: penfigo foliaceo, penfigo vulgar y penfigo paraneoplásico. En las tres formas los anticuerpos están dirigidos contra las desmogleinas. Las distintas formas se determinan por el tipo de desmogleina que está afectada y si existen otras proteínas afectas.

### Hemidesmosomas
Los hemidesmosomas son uniones focales que unen células epiteliales a la matriz extracelular que conforma la lámina basal. No obstante, tienen morfología similar a los desmosomas. La unión ocurre gracias a la familia de proteínas llamadas integrinas. Las integrinas unen mediante su dominio extracelular a proteínas de la lámina basal con filamentos intermedios de queratina con ayuda de su región intracelular. Estas estructuras se encuentran distribuidas en el tejido epitelial y ayuda a distribuir la resistencia y la fuerza ejercidas sobre él.

### Uniones de hendidura (gap) o uniones comunicantes
Las uniones tipo gap o uniones comunicantes funcionan como poros que permiten el transporte de iones y moléculas pequeñas de alrededor de 1000 entre células vecinas. Se componen de 6 proteínas transmembrana (conexinas) que se unen para formar complejos llamados conexones. Las conexinas forman delicados túneles llenos de líquido, que permite a las células de un tejido comunicarse entre sí. El intercambio de moléculas e iones permite un acoplamiento químico y eléctrico entre las células. Las uniones comunicantes son importantes en la coordinación de las células que se activan por impulsos eléctricos y en su influencia sobre otras células.
En estas uniones la membrana plasmática no está fusionada, sino que se hallan separadas por espacios intermoleculares estrechos. Se puede encontrar en tejido avascular como el cristalino y la córnea del ojo, como también en el pie.